# Dorothy Le May
Dorothy Le May medverkade under 1970- och 1980-talen i pornografisk film, bland annat i Garage Girls. Hon är mest känd för rollen som Sherry i Tabooseriens första två filmer, däri hennes rollkarakär har sexuellt umgänge såväl med sin bror som med sin far.